# Stanisławów (gmina Uniejów)
Stanisławów – wieś w Polsce położona w województwie łódzkim, w powiecie poddębickim, w gminie Uniejów.
| SIMC    | Nazwa         | Rodzaj    |
| ------- | ------------- | --------- |
| 0298904 | Czepów Górny  | część wsi |
| 0298910 | Czepów Średni | część wsi |
| 0298927 | Kalinówka     | część wsi |
| 0298956 | Stanisławów   | część wsi |

W latach 1975–1998 miejscowość położona była w województwie konińskim.